# Paul Rouster
Paul Rouster (Diekirch, 19 maggio 1900 – 20 luglio 1982) è stato un calciatore lussemburghese, di ruolo difensore.

## Carriera

### Club
Ha sempre giocato nel campionato lussemburghese.

### Nazionale
Ha rappresentato la Nazionale del suo paese alle Olimpiadi del 1924.